# Sensei 2
Sensei 2 — эротическая визуальная новелла, разработанная и изданная японской компанией D.O. Corp 25 августа 2000 года в Японии. Выпуск игры на английском языке в США осуществила компания G-Collections.

## Игровой процесс
Sensei 2 — компьютерная игра в жанре визуальной новеллы. В игре имеется 10 концовок, выбор которой зависит от действий игрока.

## Отзывы критиков
Игорь «zontique» Сонин поставил игре рейтинг 33 %, заявив: «всё доброе и светлое здесь извращено до неузнаваемости … ради создания необычной атмосферы».